# Вениамин (Зарицкий)
Митрополит Вениамин (в миру Владимир Николаевич Зарицкий; 12 сентября 1953, Стодульцы, Винницкая область — 6 сентября 2023, Москва) — архиерей Русской православной церкви. Митрополит Оренбургский и Саракташский (2015—2023). Наместник Николо-Угрешского монастыря (1992—2010), организатор масштабных восстановительных работ монастыря. Почётный гражданин города Дзержинский (2000).

## Биография
Родился 12 сентября 1953 года в селе Стодульцы Винницкой области в семье рабочего.
В 1970 году окончил общеобразовательную школу в селе Лука-Барская Винницкой области.
С 5 мая 1973 году послушник в Свято-Троицкой Сергиевой лавре; с 12 сентября иподиакон епископа Рязанского и Касимовского Симона (Новикова).
30 марта 1975 года архиепископом Ивановским и Кинешемским Иовом (Кресовичем) был рукоположён во диакона, 6 апреля — во священника, и назначен клириком Преображенского кафедрального собора города Иваново.
8 августа 1975 года назначен настоятелем Знаменской церкви в селе Красном Палехского района Ивановской области.
27 мая 1977 года принял монашество с именем в честь преподобного Вениамина Киево-Печерского (день памяти — 13 (26) октября). 16 декабря того же года зачислен в клир Орловско-Брянской епархии, назначен настоятелем Христорождественской церкви в городе Болхове Орловской области.
С октября 1978 года настоятель храма в посёлке Кромы Орловской области.
В марте 1982 года возведён в сан игумена с возложением креста с украшениями.
В 1985 году заочно окончил Московскую духовную семинарию.
19 мая 1987 года назначен секретарём Орловского епархиального управления и настоятелем кафедрального собора; в июне того же года возведён в сан архимандрита.
С января 1989 года — эконом-строитель Иоанно-Богословского мужского монастыря в селе Пощупово Рязанской епархии.
В декабре 1990 года назначен в храм бывшего Николо-Угрешского монастыря, который в 1991 года был вновь открыт.
В июне 1992 года назначен наместником Николо-Угрешского монастыря.
В 1998 году архимандрит Вениамин открыл при Николо-Угрешском монастыре православное духовное училище, которое в 1999 году было преобразовано в семинарию.
В 2002 году окончил Московскую духовную академию. Защитил дипломную работу по кафедре нравственного богословия на тему «Жизнь и труды митрополита Московского и Коломенского Макария (Невского)».

### Архиерейство
7 мая 2003 года определено быть епископом Люберецким, викарием Московской епархии, с оставлением в должности наместника Николо-Угрешского монастыря. 13 августа того же года в храме во имя Всех святых, в Земле Российской просиявших, Патриаршей резиденции в Свято-Даниловом монастыре в Москве состоялось его наречение во епископа. 14 августа в Московском кафедральном соборном храме Христа Спасителя состоялась его архиерейская хиротония, которую совершили: патриарх Московский и всея Руси Алексий II, митрополит Крутицкий и Коломенский Ювеналий (Поярков), митрополит Воронежский и Борисоглебский Сергий (Фомин), архиепископ Тверской и Кашинский Виктор (Олейник), архиепископ Истринский Арсений (Епифанов), архиепископ Рязанский и Касимовский Павел (Пономарёв), архиепископ Верейский Евгений (Решетников), архиепископ Ярославский и Ростовский Кирилл (Наконечный), епископ Орехово-Зуевский Алексий (Фролов), епископ Красногорский Савва (Волков), епископ Бакинский и Прикаспийский Александр (Ищеин), епископ Дмитровский Александр (Агриков), епископ Сергиево-Посадский Феогност (Гузиков), епископ Пермский и Соликамский Иринарх (Грезин).
18 сентября 2009 года указом патриарха Кирилла назначен временным управляющим Пензенской епархией на время болезни правящего архиерея архиепископа Пензенского и Кузнецкого Филарета (Карагодина), который уехал на лечение в Москву.
31 мая 2010 года решением Священного синода назначен правящим епископом Пензенской епархии с освобождением от управления Николо-Угрешским монастырём.
С 6 октября 2010 года — ректор Пензенской духовной семинарии.
24 декабря 2010 года освобождён от должности ректора Николо-Угрешской духовной семинарии.
27 декабря 2011 года утверждён в должности настоятеля (священноархимандрита) Нижнеломовского Казанского Богородицкого мужского монастыря села Норовка Пензенской области.
С 26 июля 2012 года в связи с разделением епархии титул изменён на «Пензенский и Нижнеломовский». Тогда же назначен главой новообразованной Пензенской митрополии.
1 августа 2012 года в Серафимо-Дивеевском монастыре епископ Вениамин в связи с назначением главой новообразованной Пензенской митрополии был возведен в сан митрополита.
25 декабря 2013 года назначен на Рязанскую кафедру.
22 октября 2015 года назначен митрополитом Оренбургским и Саракташским, главой Оренбургской митрополии.
7 марта 2018 года решением Священного Синода освобождён от должности ректора Оренбургской духовной семинарии.
Скончался 6 сентября 2023 года в Москве на 70-м году жизни. Похоронен 9 сентября 2023 года в подклети Никольского собора Николо-Угрешского ставропигиального мужского монастыря.

## Награды

### Государственные награды
- Орден Дружбы (2004);
- Медаль «50 лет Победы в Великой Отечественной войне 1941—1945 гг.» (1995);
- Медаль Жукова (1996);
- Юбилейная медаль «300 лет Российскому флоту» (1996);
- Медаль «В память 850-летия Москвы» (1997);
- Медаль «За укрепление уголовно-исполнительной системы» II степени (2001);
- Юбилейная медаль «60 лет Победы в Великой Отечественной войне 1941—1945 гг.» (2005).

### Награды субъектов РФ и городов
- Орден Ивана Калиты (2011, Московская область);
- Орден «За заслуги перед Пензенской областью» II степени (2014)[15];
- Знак «За заслуги перед Московской областью» (2002);
- Знак Губернатора Московской области «За полезное» (2003);
- Знак отличия «За заслуги перед городом Дзержинским» (2003);
- Почетный гражданин города Дзержинский (2000)[1];
- Юбилейная медаль «В память 350-летия Пензы» (2013);
- Памятный знак «За заслуги в развитии города Пензы» (2013)[16].

### Награды РПЦ
- Орден Святого Владимира 3-й степени (1980);
- Орден Святого Владимира 2-й степени (1988);
- Орден святого благоверного князя Даниила Московского (2000);
- Орден преподобного Сергия Радонежского II степени (2005; в связи с 30-летием служения в священном сане);
- Орден святителя Иннокентия, митрополита Московского и Коломенского II степени (2013)[17].